# فهرست قنات‌های شهرستان گناباد
جدول زیر بر اساس آمار وزارت جهاد کشاورزی تهیه شده‌است. فهرست زیر قنات‌های شهرستان گناباد در استان خراسان رضوی را نشان می‌دهد.
| نام قنات       | موقعیت                   | نزدیک‌ترین روستا | طول قنات (متر) | تعداد میله چاه | عمق مادر چاه | دبی (لیتر بر ثانیه) | سطح زیر کشت (هکتار) |
| -------------- | ------------------------ | --------------- | -------------- | -------------- | ------------ | ------------------- | ------------------- |
| آخوند          | بخش کاخک شهرستان گناباد  | سقی             | ۷۰۰            | ۳۰             | ۱۸           | ۵                   | ۱۵                  |
| ابراهیم‌آباد    | بخش کاخک شهرستان گناباد  | کلات            | ۳۰۰            | ۱۵             | ۸            | ۶                   | ۱۸                  |
| ابراهیم‌آباد    | بخش کاخک شهرستان گناباد  | پچک             | ۴۵۰            | ۱۷             | ۱۷           | ۲۰                  | ۷                   |
| ابرهیم رضائی   | بخش کاخک شهرستان گناباد  | روچی            | ۱۰             | ۱              | ۱            | ۱                   | ۱                   |
| احمدآباد       | بخش کاخک شهرستان گناباد  | کلات            | ۴۰۰            | ۱۲             | ۲۰           | ۵                   | ۷                   |
| اروک           | بخش مرکزی شهرستان گناباد | اروک            | ۱۰۰۰           | ۳۰             | ۱۵           | ۳۰                  | ۶                   |
| استاد          | بخش کاخک شهرستان گناباد  | استاد           | ۱۰۰۰           | ۳۲             | ۲۵           | ۱۰                  | ۷                   |
| استاد زری      | بخش کاخک شهرستان گناباد  | بیهود           | ۲۵۰۰           | ۸۰             | ۴۰           | ۵                   | ۱۳                  |
| اسدآباد        | بخش مرکزی شهرستان گناباد | امین‌آباد        | ۵۰۰            | ۲۵             | ۲۰           | ۳                   | ۵                   |
| اسماعیل‌آباد    | بخش کاخک شهرستان گناباد  | اسماعیل‌آباد     | ۲۰۰            | ۷              | ۱۰           | ۷                   | ۵                   |
| اسماعیل‌آباد    | بخش کاخک شهرستان گناباد  | اسماعیل‌آباد     | ۴۵۰            | ۱۵             | ۱۴           | ۱۰                  | ۷                   |
| اسو            | بخش مرکزی شهرستان گناباد | اسو             | ۳۰۰۰           | ۴۰             | ۲۰           | ۳۰                  | ۶۰                  |
| اسکندریه       | بخش مرکزی شهرستان گناباد | گیسور           | ۴۰۰۰           | ۸۰             | ۳۰           | ۱۵                  | ۳۰                  |
| اغل سنگی       | بخش کاخک شهرستان گناباد  | بیهود           | ۵۰۰            | ۱۵             | ۱۲           | ۲                   | ۳                   |
| اغوک           | بخش کاخک شهرستان گناباد  | اغوک            | ۴۰             | ۲              | ۱۰           | ۱۰                  | ۶                   |
| انجد           | بخش کاخک شهرستان گناباد  | فودنجان         | ۲۰۰            | ۸              | ۱۰           | ۷                   | ۲۱                  |
| انجیرگایلی     | بخش کاخک شهرستان گناباد  | بیهود           | ۶۰۰            | ۲۰             | ۱۵           | ۳                   | ۶                   |
| اوشک           | بخش کاخک شهرستان گناباد  | روچی            | ۳۰             | ۲              | ۳            | ۳                   | ۹                   |
| اوشک پا’ین     | بخش کاخک شهرستان گناباد  | زیبد            | ۱۰۰۰           | ۴۰             | ۱۷           | ۳                   | ۹                   |
| اکبرآباد       | بخش کاخک شهرستان گناباد  | زیرجان          | ۱۵۰            | ۵              | ۳            | ۱                   | ۲                   |
| ایدو           | بخش کاخک شهرستان گناباد  | ایدو            | ۷۰۰            | ۲۵             | ۱۸           | ۱۵                  | ۴                   |
| ایرونی         | بخش کاخک شهرستان گناباد  | ایرونی          | ۲۰۰            | ۷              | ۱۰           | ۱۵                  | ۶                   |
| ایوب           | بخش کاخک شهرستان گناباد  | پچک             | ۸۰۰            | ۳۰             | ۲۵           | ۱۵                  | ۱۰                  |
| باقرآباد       | بخش کاخک شهرستان گناباد  | باقرآباد        | ۶۵۰            | ۲۵             | ۲۰           | ۲۰                  | ۸                   |
| بالا           | بخش کاخک شهرستان گناباد  | استاد           | ۴۰۰            | ۱۵             | ۱۳           | ۱۲                  | ۷                   |
| بالا           | بخش کاخک شهرستان گناباد  | استاد           | ۴۰۰            | ۱۴             | ۱۳           | ۱۰                  | ۱۰                  |
| بالا           | بخش کاخک شهرستان گناباد  | استاد           | ۳۰۰            | ۱۵             | ۱۸           | ۱۲                  | ۸                   |
| بالا           | بخش کاخک شهرستان گناباد  | استاد           | ۳۵۰            | ۱۲             | ۱۳           | ۸                   | ۴                   |
| بالا           | بخش کاخک شهرستان گناباد  | استاد           | ۴۵۰            | ۱۶             | ۱۷           | ۱۰                  | ۶                   |
| بخت‌آباد سفلی   | بخش کاخک شهرستان گناباد  | بخت‌آباد سفلی    | ۷۰۰            | ۱۲             | ۲۰           | ۱۵                  | ۲۰                  |
| بخت‌آباد علیا   | بخش کاخک شهرستان گناباد  | بخت‌آباد علیا    | ۶۰۰            | ۱۵             | ۲۲           | ۱۷                  | ۱۷                  |
| برقیان         | بخش مرکزی شهرستان گناباد | حاجی‌آباد        | ۲۰۰۰           | ۱۰۰            | ۴۵           | ۱۲                  | ۸                   |
| بروجوک         | بخش کاخک شهرستان گناباد  | بروجوک          | ۲۰۰۰           | ۸۲             | ۴۵           | ۶۰                  | ۲۸                  |
| برونک سفلی     | بخش کاخک شهرستان گناباد  | سقی             | ۳۰۰            | ۱۵             | ۱۵           | ۵                   | ۱۲                  |
| برونک علیا     | بخش کاخک شهرستان گناباد  | سقی             | ۳۰۰            | ۱۵             | ۱۲           | ۳                   | ۷                   |
| برگریزان       | بخش کاخک شهرستان گناباد  | سقی             | ۷۰۰            | ۲۵             | ۲۰           | ۳                   | ۱۰                  |
| بزمکشو         | بخش مرکزی شهرستان گناباد | بیلند           | ۳۰۰            | ۱۲             | ۸            | ۲                   | ۴                   |
| بلاغ           | بخش کاخک شهرستان گناباد  | زیرجان          | ۲۰۰            | ۸              | ۵            | ۳                   | ۱۰                  |
| بلوچی          | بخش کاخک شهرستان گناباد  | بلوچی           | ۷۰۰            | ۲۵             | ۳۰           | ۱۸                  | ۸                   |
| بمسقی          | بخش کاخک شهرستان گناباد  | سقی             | ۱۰۰۰           | ۳۵             | ۴۰           | ۶                   | ۱۵                  |
| بنفش           | بخش کاخک شهرستان گناباد  | بنفش            | ۵۰۰            | ۲۰             | ۱۸           | ۸                   | ۹                   |
| بهاباد         | بخش مرکزی شهرستان گناباد | بهاباد          | ۱۴۰۰۰          | ۹۰             | ۰            | ۲۰                  | ۰                   |
| بهاباد         | بخش مرکزی شهرستان گناباد | بهاباد          | ۱۲۰۰۰          | ۳۴۲            | ۱۵۰          | ۳۰                  | ۶۰                  |
| بهزاب سفلی     | بخش کاخک شهرستان گناباد  | استاد           | ۶۰۰            | ۲۰             | ۱۸           | ۱۸                  | ۹                   |
| بهزاب علیا     | بخش کاخک شهرستان گناباد  | استاد           | ۱۲۰۰           | ۴۰             | ۲۰           | ۱۸                  | ۹                   |
| بوته کرک       | بخش کاخک شهرستان گناباد  | کاخک            | ۱۰۰۰           | ۳۴             | ۳۰           | ۱۰                  | ۲۰                  |
| بی بو          | بخش کاخک شهرستان گناباد  | استاد           | ۳۵۰            | ۱۰             | ۸            | ۲۵                  | ۱۰                  |
| بیمرغ          | بخش مرکزی شهرستان گناباد | بیمرغ           | ۲۰۰۰           | ۱۰۰            | ۶۰           | ۲۰                  | ۱۲۰                 |
| بیهود          | بخش کاخک شهرستان گناباد  | بیهود           | ۲۲۰۰           | ۷۰             | ۳۵           | ۱۰                  | ۱۸                  |
| ترنج بالا      | بخش کاخک شهرستان گناباد  | ترنج بالا       | ۴۵۰            | ۱۵             | ۱۸           | ۲۵                  | ۳۵                  |
| ترنج پا’ین     | بخش کاخک شهرستان گناباد  | ترنج پائین      | ۶۵۰            | ۲۲             | ۲۴           | ۳۵                  | ۱۶                  |
| تنگل امیرخان   | بخش کاخک شهرستان گناباد  | زیرجان          | ۲۰۰            | ۷              | ۷            | ۲                   | ۵                   |
| تک آب زرد      | بخش کاخک شهرستان گناباد  | زیرجان          | ۲۰۰            | ۷              | ۱۰           | ۸                   | ۲۰                  |
| تک اشترو       | بخش کاخک شهرستان گناباد  | شهاب            | ۱۰۰۰           | ۲۵             | ۱۴           | ۱                   | ۲                   |
| تک بادام       | بخش کاخک شهرستان گناباد  | خانیک           | ۴۰۰            | ۱۲             | ۲۳           | ۶                   | ۳                   |
| تک بنان        | بخش کاخک شهرستان گناباد  | استاد           | ۱۵۰            | ۸              | ۱۲           | ۱۲                  | ۳                   |
| تک بی دو       | بخش کاخک شهرستان گناباد  | شهاب            | ۲۰             | ۱              | ۱            | ۱                   | ۲                   |
| تک تنوره       | بخش کاخک شهرستان گناباد  | کلات            | ۱۰۰۰           | ۳۰             | ۱۵           | ۳                   | ۶                   |
| تک خانیک       | بخش کاخک شهرستان گناباد  | تک خانیک        | ۴۰۰            | ۱۳             | ۱۵           | ۸                   | ۶                   |
| تک خرسنگ       | بخش کاخک شهرستان گناباد  | زیرجان          | ۵۰             | ۲              | ۲            | ۱                   | ۱                   |
| تک خونها       | بخش کاخک شهرستان گناباد  | دیسفان          | ۴۰۰            | ۱۳             | ۴            | ۸                   | ۷                   |
| تک درقنچ       | بخش کاخک شهرستان گناباد  | تک درقنچ        | ۴۵۰            | ۱۵             | ۱۸           | ۱۵                  | ۲۰                  |
| تک درواس       | بخش کاخک شهرستان گناباد  | کلات            | ۶۰۰            | ۲۰             | ۸            | ۳                   | ۶                   |
| تک دشت         | بخش کاخک شهرستان گناباد  | کلات            | ۶۰۰            | ۲۰             | ۳۰           | ۳                   | ۵                   |
| تک ری          | بخش کاخک شهرستان گناباد  | کاخک            | ۸۰۰            | ۳۱             | ۳۲           | ۵                   | ۱۴                  |
| تک زرد         | بخش کاخک شهرستان گناباد  | عباس‌آباد        | ۵۰۰            | ۱۵             | ۱۰           | ۸                   | ۲۰                  |
| تک زرد         | بخش کاخک شهرستان گناباد  | عباس‌آباد        | ۵۰۰            | ۱۵             | ۱۰           | ۸                   | ۲۴                  |
| تک سینگ        | بخش کاخک شهرستان گناباد  | خانیک           | ۲۲۰            | ۱۵             | ۱۸           | ۱۰                  | ۳                   |
| تک لاخی        | بخش کاخک شهرستان گناباد  | بیهود           | ۱۵۰            | ۵              | ۳            | ۱                   | ۲                   |
| تک میان بید    | بخش کاخک شهرستان گناباد  | زیرجان          | ۱۰۰            | ۳              | ۳            | ۲                   | ۳                   |
| تک میدان       | بخش کاخک شهرستان گناباد  | تک میدان        | ۷۰۰            | ۲۵             | ۲۷           | ۱۰                  | ۱۲                  |
| تک پهن         | بخش کاخک شهرستان گناباد  | پچک             | ۴۵۰            | ۱۷             | ۱۸           | ۱۵                  | ۹                   |
| تگ زو          | بخش کاخک شهرستان گناباد  | تگ زو           | ۶۰۰            | ۲۰             | ۲۲           | ۱۵                  | ۱۴                  |
| جارخو          | بخش کاخک شهرستان گناباد  | خانیک           | ۳۰۰            | ۱۲             | ۱۲           | ۷                   | ۸                   |
| جعفرآباد       | بخش مرکزی شهرستان گناباد | بیدخت           | ۷۰۰۰           | ۱۰۰۰           | ۱۰۰          | ۲۰                  | ۶۰                  |
| جنت‌آباد        | بخش کاخک شهرستان گناباد  | جنت‌آباد         | ۹۰۰            | ۳۱             | ۲۵           | ۱۵                  | ۷                   |
| جوزیکه         | بخش کاخک شهرستان گناباد  | جوزیکه          | ۳۰             | ۲              | ۱۵           | ۷                   | ۸                   |
| جونگی          | بخش کاخک شهرستان گناباد  | استاد           | ۳۵۰            | ۱۲             | ۱۲           | ۱۰                  | ۵                   |
| حاجی حسن       | بخش کاخک شهرستان گناباد  | حاجی حسن        | ۶۰۰            | ۲۰             | ۳۰           | ۲۵                  | ۳۰                  |
| حاجی غلامرضا   | بخش کاخک شهرستان گناباد  | کاخک            | ۹۸۰۰           | ۳۰             | ۳۰           | ۸                   | ۲۰                  |
| حاجیاباد علیا  | بخش کاخک شهرستان گناباد  | پچک             | ۷۰۰            | ۲۵             | ۱۸           | ۵                   | ۱۵                  |
| حاجی‌آباد       | بخش کاخک شهرستان گناباد  | رضویه           | ۱۳۰۰           | ۲۵             | ۲۰           | ۵                   | ۱۰                  |
| حاجی‌آباد       | بخش کاخک شهرستان گناباد  | کلاته سید علی   | ۳۰۰            | ۱۰             | ۶            | ۱                   | ۲                   |
| حاجی‌آباد       | بخش مرکزی شهرستان گناباد | حاجی‌آباد        | ۵۰۰۰           | ۱۶۵            | ۱۲۰          | ۲۰                  | ۴۰                  |
| حاجی‌آباد سفلی  | بخش کاخک شهرستان گناباد  | پچک             | ۶۵۰            | ۲۳             | ۲۰           | ۶                   | ۱۱                  |
| حسن‌آباد        | بخش کاخک شهرستان گناباد  | خاتومه          | ۳۰۰            | ۶              | ۲۵           | ۵                   | ۱۲                  |
| حسن‌آباد        | بخش کاخک شهرستان گناباد  | خاتومه          | ۳۰۰            | ۱۰             | ۲۵           | ۵                   | ۱۵                  |
| حسین‌آباد       | بخش کاخک شهرستان گناباد  | حسین‌آباد        | ۴۰۰            | ۲۰             | ۲۰           | ۱۵                  | ۶                   |
| حسین‌آباد       | بخش کاخک شهرستان گناباد  | حسین‌آباد        | ۷۰۰            | ۲۵             | ۲۷           | ۲۰                  | ۴                   |
| حسین‌آباد       | بخش مرکزی شهرستان گناباد | حسین‌آباد        | ۳۰۰۰           | ۸۰             | ۱۲           | ۲                   | ۵                   |
| حصار           | بخش مرکزی شهرستان گناباد | بیدخت           | ۳۰۰۰           | ۲۰۰            | ۵۰           | ۱۰                  | ۳۰                  |
| حصار ده        | بخش کاخک شهرستان گناباد  | سنو             | ۱۰۰۰           | ۳۵             | ۳۰           | ۵                   | ۸                   |
| حصار سفلی      | بخش کاخک شهرستان گناباد  | سقی             | ۱۰۰            | ۱۰             | ۸            | ۳                   | ۹                   |
| حصار علیا      | بخش کاخک شهرستان گناباد  | سقی             | ۱۰۰            | ۸              | ۸            | ۳                   | ۴                   |
| خاتومه         | بخش کاخک شهرستان گناباد  | سقی             | ۴۰۰            | ۱۵             | ۶            | ۶                   | ۳۰                  |
| خارسوز         | بخش مرکزی شهرستان گناباد | گیسور           | ۷۰۰۰           | ۱۴۰            | ۴۵           | ۱۰                  | ۲۰                  |
| خانیک          | بخش کاخک شهرستان گناباد  | موسیرز          | ۱۵۰۰           | ۳۵             | ۱۵           | ۷                   | ۱۰                  |
| خان‌آباد        | بخش کاخک شهرستان گناباد  | خان‌آباد         | ۶۰۰            | ۲۰             | ۱۸           | ۲۰                  | ۸                   |
| خشوئی          | بخش مرکزی شهرستان گناباد | گناباد          | ۲۵۰۰۰          | ۲۵۰            | ۲۵۰          | ۵۰                  | ۱۸۰                 |
| خشویی          | بخش مرکزی شهرستان گناباد | گناباد          | ۲۵۰۰۰          | ۲۵۰            | ۲۵۰          | ۵۰                  | ۱۷۰                 |
| خلقوچ          | بخش کاخک شهرستان گناباد  | خانیک           | ۷۰۰            | ۱۸             | ۲۰           | ۱۵                  | ۵                   |
| خلقوچ علیا     | بخش کاخک شهرستان گناباد  | خانیک           | ۱۵۰            | ۵              | ۱۲           | ۶                   | ۴                   |
| خلیلو          | بخش کاخک شهرستان گناباد  | خلیلو           | ۶۰۰            | ۲۱             | ۱۸           | ۱۵                  | ۸                   |
| خوشمنزل        | بخش کاخک شهرستان گناباد  | خوشمنزل         | ۱۰۰۰           | ۴۰             | ۲۵           | ۶                   | ۲۰                  |
| خیبری          | بخش مرکزی شهرستان گناباد | خیبری           | ۳۰۰۰۰          | ۳۸۰            | ۲۵۰          | ۲۰                  | ۸۰                  |
| درب آسیا       | بخش کاخک شهرستان گناباد  | دیسفان          | ۸۵۰            | ۳۰             | ۱۰           | ۵                   | ۱۲                  |
| درصوفه         | بخش کاخک شهرستان گناباد  | درصوفه          | ۱۰۰            | ۷              | ۳            | ۸                   | ۲۵                  |
| درقنچ          | بخش کاخک شهرستان گناباد  | درقنچ           | ۷۰۰            | ۲۴             | ۲۵           | ۴۰                  | ۱۷                  |
| دره            | بخش کاخک شهرستان گناباد  | خانیک           | ۷۵۰            | ۲۵             | ۱۵           | ۸                   | ۷                   |
| دره انجیری     | بخش کاخک شهرستان گناباد  | دره انجیری      | ۱۰۰۰           | ۳۱             | ۳۵           | ۷                   | ۱۰                  |
| دره نو         | بخش کاخک شهرستان گناباد  | خانیک           | ۴۵۰            | ۱۵             | ۱۴           | ۸                   | ۱۲                  |
| دلوئی          | بخش مرکزی شهرستان گناباد | دلو’ی           | ۳۰۰۰۰          | ۴۰۰            | ۲۵۰          | ۲۵                  | ۷۵                  |
| دلگشا          | بخش کاخک شهرستان گناباد  | کلات            | ۳۰۰            | ۱۲             | ۱۲           | ۳                   | ۵                   |
| دندان رنج      | بخش کاخک شهرستان گناباد  | زیرجان          | ۷۰۰            | ۲۲             | ۱۰           | ۳                   | ۱۰                  |
| ده مراد        | بخش کاخک شهرستان گناباد  | فودنجان         | ۷۰۰            | ۲۵             | ۳۰           | ۳                   | ۱۰                  |
| دهنو           | بخش کاخک شهرستان گناباد  | دهنو            | ۱۰۸۰           | ۳۶             | ۳۷           | ۱۵                  | ۶                   |
| دوغ‌آباد علیا   | بخش کاخک شهرستان گناباد  | دوغ‌آباد علیا    | ۱۰۰۰           | ۳۴             | ۲۳           | ۱۵                  | ۹                   |
| دیزاباد        | بخش مرکزی شهرستان گناباد | دیزاباد         | ۱۰۰۰۰          | ۳۰۰            | ۶۰           | ۲۰                  | ۵۰                  |
| دیزق           | بخش مرکزی شهرستان گناباد | قنبرآباد        | ۱۹۰۰۰          | ۵۰             | ۱۷۰          | ۶۰                  | ۲۰۰                 |
| رحمت‌آباد       | بخش مرکزی شهرستان گناباد | رحمت‌آباد        | ۵۰۰            | ۲۳             | ۱۲           | ۱۲                  | ۴                   |
| رزگ            | بخش کاخک شهرستان گناباد  | رزگ             | ۵۰             | ۳              | ۸            | ۱۸                  | ۵                   |
| رزگ            | بخش کاخک شهرستان گناباد  | رزگ             | ۶۰             | ۲              | ۱۹           | ۵                   | ۴                   |
| رضا داوری      | بخش مرکزی شهرستان گناباد | بیلند           | ۱۵۰            | ۶              | ۲۷           | ۴                   | ۸                   |
| رضو            | بخش کاخک شهرستان گناباد  | رضو             | ۳۰۰            | ۱۰             | ۱۹           | ۲۰                  | ۱۵                  |
| رضویه          | بخش کاخک شهرستان گناباد  | رضویه           | ۳۰۰            | ۱۰             | ۱۰           | ۱۵                  | ۴۵                  |
| رمضان          | بخش کاخک شهرستان گناباد  | محمدآباد        | ۳۵۰            | ۱۰             | ۱۳           | ۵                   | ۱۰                  |
| رمکن           | بخش کاخک شهرستان گناباد  | رمکن            | ۷۰۰            | ۱۴             | ۱۸           | ۲۰                  | ۶                   |
| رهن            | بخش مرکزی شهرستان گناباد | رهن             | ۲۴۰۰۰          | ۶۰۰            | ۳۶۰          | ۳۵                  | ۱۲۰                 |
| رودگز سفلی     | بخش کاخک شهرستان گناباد  | بیهود           | ۱۰۰۰           | ۳۰             | ۱۰           | ۴                   | ۷                   |
| رودگز علیا     | بخش کاخک شهرستان گناباد  | رودگز علیا      | ۵۰۰            | ۱۵             | ۶            | ۳                   | ۶                   |
| رودگز پائین    | بخش کاخک شهرستان گناباد  | استاد           | ۴۰۰            | ۱۳             | ۱۸           | ۸                   | ۷                   |
| روشناوند       | بخش مرکزی شهرستان گناباد | روشناوند        | ۲۵۰۰۰          | ۵۰۰            | ۰            | ۰                   | ۰                   |
| روچی           | بخش کاخک شهرستان گناباد  | روچی            | ۴۰۰۰           | ۱۵۰            | ۳۰           | ۵۰                  | ۲۰۰                 |
| ریاب           | بخش مرکزی شهرستان گناباد | ریاب            | ۱۸۰۰۰          | ۳۰۰            | ۲۶۰          | ۲۵                  | ۸۵                  |
| زارهای سفلی    | بخش کاخک شهرستان گناباد  | زارهای          | ۴۰۰            | ۲۵             | ۱۲           | ۷                   | ۷                   |
| زارهای علیا    | بخش کاخک شهرستان گناباد  | زارهای          | ۵۰             | ۳              | ۱۲           | ۱۰                  | ۶                   |
| زارهای وسط     | بخش کاخک شهرستان گناباد  | زارهای          | ۴۰۰            | ۱۴             | ۱۰           | ۷                   | ۶                   |
| زقچ            | بخش کاخک شهرستان گناباد  | زقچ             | ۷۰۰            | ۲۵             | ۲۷           | ۱۵                  | ۹                   |
| زمستانی        | بخش کاخک شهرستان گناباد  | خانیک           | ۱۵۰            | ۸              | ۹            | ۴                   | ۲                   |
| زول بالا       | بخش کاخک شهرستان گناباد  | خانیک           | ۳۰۰            | ۱۳             | ۲۰           | ۷                   | ۱۳                  |
| زول پا’ین      | بخش کاخک شهرستان گناباد  | خانیک           | ۴۰۰            | ۱۳             | ۲۱           | ۸                   | ۱۲                  |
| زوکلات         | بخش کاخک شهرستان گناباد  | زوکلات          | ۸۵۰            | ۲۸             | ۳۰           | ۱۰                  | ۱۲                  |
| زیرجان سفلی    | بخش کاخک شهرستان گناباد  | زیرجان          | ۵۰۰            | ۱۵             | ۱۰           | ۵                   | ۱۰                  |
| زیرجان علیا    | بخش کاخک شهرستان گناباد  | زیرجان          | ۵۰۰            | ۲۰             | ۱۲           | ۱۵                  | ۴۵                  |
| زیرزمینی       | بخش مرکزی شهرستان گناباد | بیلند           | ۱۵۰۰۰          | ۴۰۰            | ۱۵۰          | ۴۰                  | ۱۰۰                 |
| زیروگ          | بخش کاخک شهرستان گناباد  | زیروگ           | ۶۰۰            | ۲۲             | ۲۰           | ۱۰                  | ۸                   |
| زیرگونک        | بخش کاخک شهرستان گناباد  | زیرجان          | ۳۰۰            | ۴              | ۵            | ۲                   | ۳                   |
| سارنگ سفلی     | بخش کاخک شهرستان گناباد  | سارنگ سفلی      | ۸۰۰            | ۳۰             | ۲۶           | ۳۵                  | ۷                   |
| سارنگ علیا     | بخش کاخک شهرستان گناباد  | سارنگ علیا      | ۸۵۰            | ۳۲             | ۱۵           | ۲۰                  | ۷                   |
| سراب علی       | بخش کاخک شهرستان گناباد  | زیرجان          | ۵۰             | ۲              | ۲            | ۲                   | ۳                   |
| سراه جو پائین  | بخش کاخک شهرستان گناباد  | سواجو           | ۶۰۰            | ۲۰             | ۲۵           | ۱۵                  | ۱۰                  |
| سرخیج          | بخش کاخک شهرستان گناباد  | کلاته سید علی   | ۲۰۰            | ۷              | ۷            | ۵                   | ۷                   |
| سرپل گل‌آباد    | بخش کاخک شهرستان گناباد  | کاخک            | ۱۰۰۰           | ۳۵             | ۳۳           | ۳                   | ۱۵                  |
| سری خو         | بخش کاخک شهرستان گناباد  | خانیک           | ۳۰۰            | ۱۰             | ۱۲           | ۷                   | ۹                   |
| سعدآباد        | بخش مرکزی شهرستان گناباد | نوده پشنگ       | ۲۰۰۰           | ۱۰۰            | ۲۰           | ۶                   | ۱۲                  |
| سعدآباد        | بخش کاخک شهرستان گناباد  | موسیرز          | ۹۰۰            | ۳۰             | ۱۲           | ۳                   | ۷                   |
| سقی            | بخش کاخک شهرستان گناباد  | سقی             | ۲۵۰۰           | ۱۰۰            | ۳۹           | ۱۰                  | ۲۵                  |
| سقی کوشتلک     | بخش کاخک شهرستان گناباد  | سقی             | ۱۵۰            | ۸              | ۱۲           | ۳                   | ۱۰                  |
| سموئی          | بخش مرکزی شهرستان گناباد | دلوئی           | ۱۲۰۰۰          | ۳۵۰            | ۱۱۰          | ۱۰                  | ۵۰                  |
| سنجتک          | بخش کاخک شهرستان گناباد  | سنجتک           | ۷۰۰            | ۲۵             | ۲۲           | ۷                   | ۲۴                  |
| سنجد سفلی      | بخش کاخک شهرستان گناباد  | سنجد سفلی       | ۳۵۰            | ۲۳             | ۱۲           | ۲۰                  | ۱۱                  |
| سنجدک          | بخش کاخک شهرستان گناباد  | موسیرز          | ۲۰۰            | ۱۰             | ۴            | ۳                   | ۱۰                  |
| سنجری          | بخش مرکزی شهرستان گناباد | اسو             | ۷۰۰            | ۳۰             | ۱۰           | ۱۵                  | ۶۰                  |
| سنو            | بخش کاخک شهرستان گناباد  | سنو             | ۵۰۰            | ۲              | ۲            | ۶۰                  | ۲۰۰                 |
| سنگ سبز        | بخش کاخک شهرستان گناباد  | کوشک            | ۶۰۰            | ۲۰             | ۲۲           | ۵                   | ۱                   |
| سنگ سوراخ      | بخش کاخک شهرستان گناباد  | استاد           | ۵۰۰            | ۱۷             | ۱۴           | ۱۰                  | ۸                   |
| سنگبدر         | بخش کاخک شهرستان گناباد  | استاد           | ۱۰۰۰           | ۳۳             | ۲۵           | ۱۵                  | ۱۰                  |
| سیاه دره پاین  | بخش کاخک شهرستان گناباد  | استاد           | ۸۰۰            | ۲۵             | ۳۰           | ۱۵                  | ۹                   |
| سیاه کلات      | بخش کاخک شهرستان گناباد  | کلات            | ۷۰۰            | ۲۲             | ۳۲           | ۵                   | ۵                   |
| شاهراه         | بخش کاخک شهرستان گناباد  | استاد           | ۱۰۰۰           | ۳۴             | ۳۰           | ۸                   | ۱۴                  |
| شاهراه         | بخش کاخک شهرستان گناباد  | شاهراه          | ۸۰۰            | ۲۷             | ۲۰           | ۱۰                  | ۸                   |
| ششک            | بخش کاخک شهرستان گناباد  | ششک             | ۷۰۰            | ۲۵             | ۳۰           | ۱۰                  | ۱۴                  |
| شمس‌آباد        | بخش کاخک شهرستان گناباد  | شمس‌آباد         | ۴۰۰            | ۸              | ۱۱           | ۲۰                  | ۱۳                  |
| شهاب           | بخش کاخک شهرستان گناباد  | شهاب            | ۱۲۰۰           | ۲۵             | ۴۰           | ۱۰                  | ۳۰                  |
| شوراب          | بخش مرکزی شهرستان گناباد | شوراب           | ۱۷۰۰۰          | ۳۰۰            | ۴۰           | ۲۸                  | ۷۵                  |
| شیراز‌آباد      | بخش کاخک شهرستان گناباد  | شیراز‌آباد       | ۲۰۰۰           | ۵۰             | ۴۰           | ۱۵                  | ۵۰                  |
| صالح‌آباد       | بخش مرکزی شهرستان گناباد | بیدخت           | ۱۲۰۰۰          | ۲۵۰            | ۱۱۵          | ۳۵                  | ۸۰                  |
| طاقیدر         | بخش کاخک شهرستان گناباد  | طاقیدر          | ۱۰۰۰           | ۲۵             | ۳۰           | ۴                   | ۱۵                  |
| طفرئی          | بخش کاخک شهرستان گناباد  | زیرجان          | ۵۰۰            | ۱۵             | ۱۰           | ۱۰                  | ۳۰                  |
| عارف           | بخش کاخک شهرستان گناباد  | عارف            | ۴۸۰            | ۱۸             | ۱۵           | ۱۲                  | ۵                   |
| عباس رجب       | بخش کاخک شهرستان گناباد  | روچی            | ۱۰۰            | ۳              | ۵            | ۲                   | ۳                   |
| عباس‌آباد       | بخش کاخک شهرستان گناباد  | عباس‌آباد        | ۱۸۰            | ۷              | ۱۰           | ۲                   | ۱                   |
| عباس‌آباد       | بخش کاخک شهرستان گناباد  | رضویه           | ۲۰             | ۲              | ۳            | ۱                   | ۱                   |
| عباس‌آباد       | بخش کاخک شهرستان گناباد  | کلات            | ۸۰۰            | ۲۵             | ۲۵           | ۴                   | ۵                   |
| عبدالعلی       | بخش کاخک شهرستان گناباد  | کلات            | ۱۰۰۰           | ۳۰             | ۲۸           | ۷                   | ۱۰                  |
| عرب‌آباد        | بخش کاخک شهرستان گناباد  | استاد           | ۱۰۰۰           | ۳۳             | ۲۱           | ۲۲                  | ۱۲                  |
| عزیزاباد       | بخش مرکزی شهرستان گناباد | عمرانی          | ۲۰۰۰۰          | ۱۵۰            | ۷۵           | ۱۲                  | ۳۰                  |
| علی ابن منصور  | بخش کاخک شهرستان گناباد  | علی ابن منصور   | ۷۵۰            | ۲۵             | ۲۸           | ۱۸                  | ۱۵                  |
| علی رجبی       | بخش کاخک شهرستان گناباد  | کلاته علی رجبی  | ۲۰             | ۲              | ۲            | ۱                   | ۲                   |
| علی مرتضی      | بخش کاخک شهرستان گناباد  | پچک             | ۶۵۰            | ۲۲             | ۲۰           | ۳                   | ۹                   |
| علیرضا         | بخش کاخک شهرستان گناباد  | علیرضا          | ۳۵۰            | ۱۲             | ۱۰           | ۸                   | ۴                   |
| علی‌آباد        | بخش مرکزی شهرستان گناباد | امین‌آباد        | ۳۰۰۰           | ۸۰             | ۲۵           | ۵                   | ۱۰                  |
| علی‌آباد        | بخش کاخک شهرستان گناباد  | علی‌آباد         | ۴۵۰            | ۱۵             | ۱۷           | ۱۰                  | ۴                   |
| علی‌آباد        | بخش مرکزی شهرستان گناباد | حسن‌آباد         | ۳۰۰            | ۱۵             | ۲۵           | ۱                   | ۱                   |
| علی‌آباد        | بخش کاخک شهرستان گناباد  | موسیرز          | ۱۰۰۰           | ۵۰             | ۶            | ۳                   | ۹                   |
| علی‌آباد        | بخش کاخک شهرستان گناباد  | بیهود           | ۲۰۰            | ۷              | ۳            | ۱                   | ۱                   |
| علی‌آباد        | بخش مرکزی شهرستان گناباد | گناباد          | ۲۴۰۰۰          | ۸۰۰            | ۲۴۰          | ۶۰                  | ۸۵                  |
| علی‌آباد        | بخش کاخک شهرستان گناباد  | علی‌آباد         | ۱۶۲۰           | ۶۰             | ۴۵           | ۱۰                  | ۳۰                  |
| غلامعلی رجبی   | بخش کاخک شهرستان گناباد  | روچی            | ۲۰             | ۲              | ۲            | ۱                   | ۲                   |
| فتح علی        | بخش کاخک شهرستان گناباد  | کلات            | ۷۰۰            | ۲۰             | ۱۰           | ۲                   | ۳                   |
| فخ             | بخش کاخک شهرستان گناباد  | فخ              | ۹۵۰            | ۳۲             | ۲۵           | ۱۰                  | ۱۵                  |
| فودنجان        | بخش کاخک شهرستان گناباد  | فودنجان         | ۱۰۰۰           | ۴۵             | ۳۰           | ۲۰                  | ۶۰                  |
| فورز           | بخش کاخک شهرستان گناباد  | زیرجان          | ۳۰۰            | ۱۰             | ۷            | ۲                   | ۳                   |
| قصبه           | بخش مرکزی شهرستان گناباد | گناباد          | ۳۳۰۰۰          | ۶۰۰            | ۳۰۰          | ۱۵۰                 | ۵۰۰                 |
| قلعه سفید سفلی | بخش کاخک شهرستان گناباد  | قلعه سفید سفلی  | ۷۵۰            | ۲۵             | ۲۲           | ۳۰                  | ۵                   |
| قلعه‌سفید علیا  | بخش کاخک شهرستان گناباد  | قلعه سفید علیا  | ۵۵۰            | ۱۸             | ۱۷           | ۱۵                  | ۴                   |
| قنات بیدخت     | بخش مرکزی شهرستان گناباد | بیدخت           | ۱۵۰۰           | ۱۷۰۰           | ۱۵۰          | ۱۳                  | ۴۰                  |
| قنات بیلند     | بخش مرکزی شهرستان گناباد | بیلند           | ۲۷۰۰۰          | ۴۵۰            | ۱۲۰          | ۴۵                  | ۱۳۰                 |
| قنات ده        | بخش مرکزی شهرستان گناباد | گناباد          | ۲۴۰۰۰          | ۴۵۰            | ۲۴۰          | ۲۲                  | ۵۰                  |
| قنات ده        | بخش کاخک شهرستان گناباد  | زیبد            | ۱۵۰۰           | ۷۰             | ۲۵           | ۵۰                  | ۱۵۰                 |
| قنات سردشت     | بخش کاخک شهرستان گناباد  | کاخک            | ۱۵۰۰           | ۵۰             | ۴۰           | ۳۰                  | ۲۰                  |
| قنات سرگزو     | بخش کاخک شهرستان گناباد  | زیبد            | ۵۰۰            | ۱۷             | ۱۵           | ۳۰                  | ۶۰                  |
| قنات مرغش      | بخش کاخک شهرستان گناباد  | مرغش            | ۷۵۰            | ۲۷             | ۲۰           | ۱۵                  | ۱۷                  |
| قنات پائین     | بخش کاخک شهرستان گناباد  | دیسفان          | ۱۲۰۰           | ۶۰             | ۲۰           | ۱۵                  | ۱۰                  |
| قنات پائین     | بخش کاخک شهرستان گناباد  | کاخک            | ۲۰۰۰           | ۷۰             | ۴۵           | ۱۵                  | ۱۷                  |
| قوامیه         | بخش کاخک شهرستان گناباد  | کلات            | ۱۰۰۰           | ۳۰             | ۱۵           | ۴                   | ۵                   |
| قوژد           | بخش مرکزی شهرستان گناباد | قوژد            | ۲۴۰۰۰          | ۴۰۰            | ۲۰۰          | ۳۰                  | ۷۵                  |
| لوشا سفلی      | بخش کاخک شهرستان گناباد  | خانیک           | ۲۵۰            | ۸              | ۱۰           | ۱۵                  | ۵                   |
| لوشا علیا      | بخش کاخک شهرستان گناباد  | خانیک           | ۲۳۰            | ۱۰             | ۱۵           | ۱۰                  | ۷                   |
| مازوت          | بخش کاخک شهرستان گناباد  | خانیک           | ۴۰۰            | ۱۲             | ۱۸           | ۸                   | ۳                   |
| محبت‌آباد       | بخش مرکزی شهرستان گناباد | محبت‌آباد        | ۶۰             | ۳              | ۱۵           | ۱                   | ۲                   |
| محدها          | بخش کاخک شهرستان گناباد  | دسیغان          | ۸۰۰            | ۱۲             | ۱۵           | ۱۰                  | ۱۰                  |
| محمد قنبری     | بخش کاخک شهرستان گناباد  | روچی            | ۲۰۰            | ۷              | ۱۰           | ۱                   | ۱                   |
| محمدآباد       | بخش کاخک شهرستان گناباد  | محمدآباد        | ۲۰۰            | ۱۰             | ۵            | ۱۵                  | ۴۰                  |
| محمدآباد       | بخش مرکزی شهرستان گناباد | چاه نمک         | ۱۰۰            | ۵              | ۱۲           | ۲                   | ۴                   |
| محمدآباد       | بخش کاخک شهرستان گناباد  | محمدآباد        | ۲۵۰            | ۱۲             | ۱۲           | ۱۵                  | ۳                   |
| محمدآباد       | بخش کاخک شهرستان گناباد  | زیرجان          | ۴۰۰            | ۱۵             | ۱۰           | ۱                   | ۱                   |
| محمدآباد       | بخش مرکزی شهرستان گناباد | بیلند           | ۱۰۰            | ۴              | ۴            | ۳                   | ۱۰                  |
| محمدآباد سفلی  | بخش کاخک شهرستان گناباد  | محمدآباد سفلی   | ۶۰۰            | ۲۲             | ۱۸           | ۲۵                  | ۱۰                  |
| محمدآباد علیا  | بخش کاخک شهرستان گناباد  | محمدآباد علیا   | ۱۱۰۰           | ۴۲             | ۳۵           | ۲۵                  | ۱۰                  |
| محمدحسن        | بخش کاخک شهرستان گناباد  | روچی            | ۲۰۰            | ۷              | ۴            | ۱                   | ۳                   |
| مخلدی          | بخش کاخک شهرستان گناباد  | رضویه           | ۷۰۰            | ۲۵             | ۱۶           | ۳                   | ۵                   |
| مرادآباد       | بخش کاخک شهرستان گناباد  | کلات            | ۵۰۰            | ۲۰             | ۸            | ۱                   | ۲                   |
| مزرعه تهمو     | بخش کاخک شهرستان گناباد  | کلاته سید علی   | ۰              | ۰              | ۰            | ۲                   | ۲                   |
| مزرعه خانیک    | بخش کاخک شهرستان گناباد  | خانیک           | ۲۰۰۰           | ۷۵             | ۱۵           | ۱۰                  | ۳۰                  |
| مزرعه رستم     | بخش کاخک شهرستان گناباد  | کلات            | ۳۰۰            | ۱۵             | ۸            | ۲                   | ۳                   |
| مزرعه ملانبی   | بخش کاخک شهرستان گناباد  | کلات            | ۵۰۰            | ۲۰             | ۱۰           | ۴                   | ۸                   |
| مسگرا          | بخش مرکزی شهرستان گناباد | کلاته           | ۱۰۰۰           | ۱۸             | ۱۰           | ۱۰                  | ۲۵                  |
| مغاث           | بخش کاخک شهرستان گناباد  | مغاث            | ۶۵۰            | ۲۵             | ۲۰           | ۸                   | ۱۲                  |
| مقیم‌آباد       | بخش مرکزی شهرستان گناباد | حاجی‌آباد        | ۱۲۰۰           | ۳۰             | ۸۰           | ۱۵                  | ۹۰                  |
| ملا آباد       | بخش کاخک شهرستان گناباد  | ملا آباد        | ۱۵۰۰           | ۵۰             | ۳۵           | ۴۰                  | ۱۴                  |
| ملات قنات      | بخش کاخک شهرستان گناباد  | استاد           | ۲۵۰            | ۱۲             | ۱۵           | ۳                   | ۶                   |
| ملش            | بخش کاخک شهرستان گناباد  | ملش             | ۵۰۰            | ۱۷             | ۱۲           | ۱۲                  | ۷                   |
| خدا آفرید مند  | بخش مرکزی شهرستان گناباد | مند             | ۳۰۰۰۰          | ۳۳۰            | ۲۵۰          | ۱۵                  | ۴۰                  |
| مهاباد سفلی    | بخش کاخک شهرستان گناباد  | مهاباد سفلی     | ۴۵             | ۱۴             | ۱۷           | ۱۰                  | ۱۲                  |
| مهاباد علیا    | بخش کاخک شهرستان گناباد  | مهاباد علیا     | ۴۰۰            | ۱۳             | ۱۲           | ۱۰                  | ۱۰                  |
| مهاباد وسطی    | بخش کاخک شهرستان گناباد  | مهاباد وسطی     | ۵۵۰            | ۱۷             | ۱۵           | ۱۲                  | ۸                   |
| مهیاباد سفلی   | بخش کاخک شهرستان گناباد  | مهیاباد سفلی    | ۶۵۰            | ۲۳             | ۲۱           | ۲۰                  | ۹                   |
| مهیاباد علیا   | بخش کاخک شهرستان گناباد  | مهیاباد علیا    | ۶۵۰            | ۲۱             | ۱۶           | ۹                   | ۵                   |
| موسیرز         | بخش کاخک شهرستان گناباد  | موسیرز          | ۶۰۰            | ۳۰             | ۱۵           | ۸                   | ۲۴                  |
| میان           | بخش کاخک شهرستان گناباد  | استاد           | ۳۸۰            | ۱۵             | ۱۵           | ۱۰                  | ۵                   |
| میانه          | بخش کاخک شهرستان گناباد  | استاد           | ۴۵۰            | ۱۶             | ۲۰           | ۱۲                  | ۱۲                  |
| میانه          | بخش کاخک شهرستان گناباد  | استاد           | ۶۰۰            | ۲۰             | ۲۰           | ۱۵                  | ۹                   |
| میرآباد        | بخش مرکزی شهرستان گناباد | بیدخت           | ۳۰۰۰           | ۷۰             | ۴۰           | ۸                   | ۲۵                  |
| میرعلی         | بخش کاخک شهرستان گناباد  | کلات            | ۴۰۰            | ۲۰             | ۱۰           | ۴                   | ۶                   |
| میمند          | بخش کاخک شهرستان گناباد  | میمند           | ۸۰۰            | ۲۶             | ۲۷           | ۸                   | ۱۴                  |
| مینایی بالا    | بخش مرکزی شهرستان گناباد | حسن‌آباد         | ۴۰۰            | ۱۲             | ۹            | ۱                   | ۱                   |
| نجم‌آباد        | بخش مرکزی شهرستان گناباد | نجم‌آباد         | ۱۰۰۰۰          | ۲۶             | ۶۰           | ۱۵                  | ۳۰                  |
| نعمت‌آباد       | بخش مرکزی شهرستان گناباد | حاجی‌آباد        | ۷۰۰۰           | ۷۵             | ۷۵           | ۳                   | ۶                   |
| نهجز           | بخش کاخک شهرستان گناباد  | کوه قلعه        | ۳۰۰            | ۱۰             | ۸            | ۱۰                  | ۷                   |
| نوبهار         | بخش کاخک شهرستان گناباد  | استاد           | ۳۵۰            | ۸              | ۱۰           | ۲                   | ۱۰                  |
| نوده           | بخش کاخک شهرستان گناباد  | سقی             | ۱۵۰۰           | ۷۵             | ۵۰           | ۱۰                  | ۳۰                  |
| نوده میرمحراب  | بخش کاخک شهرستان گناباد  | نوده میرمحراب   | ۲۰۰۰           | ۶۵             | ۲۵           | ۲۰                  | ۶۰                  |
| نوده پشنگ      | بخش مرکزی شهرستان گناباد | نوده پشنگ       | ۷۰۰            | ۳۵             | ۳۰           | ۰                   | ۰                   |
| نوده گناباد    | بخش مرکزی شهرستان گناباد | نوده گناباد     | ۱۰۰۰۰          | ۲۵۰            | ۵۰           | ۰                   | ۱۰                  |
| نوغاب          | بخش مرکزی شهرستان گناباد | نوغاب           | ۱۲۰۰۰          | ۳۵۰            | ۱۳۰          | ۱۵                  | ۵۰                  |
| نیوک           | بخش کاخک شهرستان گناباد  | محمدآباد        | ۱۵۰            | ۱۰             | ۱۱           | ۳                   | ۹                   |
| هراوغ          | بخش کاخک شهرستان گناباد  | هراوغ           | ۸۰۰            | ۲۶             | ۱۲           | ۷                   | ۲۰                  |
| ورورک          | بخش کاخک شهرستان گناباد  | درصوفه          | ۱۰۰۰           | ۳۰             | ۲۰           | ۵                   | ۸                   |
| وسط ده         | بخش کاخک شهرستان گناباد  | دیسفان          | ۷۵۰            | ۲۵             | ۲۲           | ۱۵                  | ۱۲                  |
| وسطی           | بخش کاخک شهرستان گناباد  | استاد           | ۴۰۰            | ۱۴             | ۱۲           | ۱۲                  | ۱۰                  |
| پای چنار       | بخش کاخک شهرستان گناباد  | خانیک           | ۹۰۰            | ۳۵             | ۳۰           | ۱۸                  | ۱۵                  |
| پای گدار       | بخش کاخک شهرستان گناباد  | خانیک           | ۳۰۰            | ۱۰             | ۱۲           | ۶                   | ۳                   |
| پرویز          | بخش کاخک شهرستان گناباد  | استاد           | ۹۰۰            | ۳۰             | ۲۰           | ۱۲                  | ۸                   |
| پشتو           | بخش کاخک شهرستان گناباد  | فودنجان         | ۷۰۰            | ۲۵             | ۲۰           | ۵                   | ۱۵                  |
| پلنگ           | بخش کاخک شهرستان گناباد  | سقی             | ۲۵۰            | ۱۰             | ۱۲           | ۴                   | ۸                   |
| پونه ستان      | بخش کاخک شهرستان گناباد  | زیرجان          | ۵۰             | ۳              | ۲            | ۲                   | ۳                   |
| پچک            | بخش کاخک شهرستان گناباد  | پچک             | ۷۵۰            | ۳۰             | ۳۰           | ۷                   | ۱۳                  |
| پی چنگ         | بخش کاخک شهرستان گناباد  | زیرجان          | ۱۰۰            | ۳              | ۲            | ۱                   | ۱                   |
| چاه تقی        | بخش مرکزی شهرستان گناباد | بیلند           | ۷۰۰            | ۲۲             | ۱۰           | ۵                   | ۱۳                  |
| چاه سرخ        | بخش کاخک شهرستان گناباد  | استاد           | ۴۵۰            | ۱۶             | ۱۵           | ۸                   | ۷                   |
| چاه سوزوک      | بخش کاخک شهرستان گناباد  | استاد           | ۴۵۰            | ۱۶             | ۱۸           | ۱۸                  | ۱۰                  |
| چاه نمک        | بخش مرکزی شهرستان گناباد | چاه نمک         | ۱۰۰            | ۳              | ۵            | ۱۵                  | ۰                   |
| چاه نو         | بخش کاخک شهرستان گناباد  | استاد           | ۵۰۰            | ۱۸             | ۲۲           | ۲۰                  | ۱۲                  |
| چاه گزپائین    | بخش کاخک شهرستان گناباد  | استاد           | ۲۵۰            | ۱۰             | ۱۰           | ۱۰                  | ۸                   |
| چاهاهنی پائین  | بخش کاخک شهرستان گناباد  | استاد           | ۴۰۰            | ۱۵             | ۱۷           | ۱۲                  | ۷                   |
| چراچ           | بخش کاخک شهرستان گناباد  | سقی             | ۱۰۰            | ۱۰             | ۱۰           | ۳                   | ۱۰                  |
| چرک‌آباد        | بخش کاخک شهرستان گناباد  | استاد           | ۴۵۰            | ۱۵             | ۱۲           | ۸                   | ۷                   |
| چرک‌آباد        | بخش کاخک شهرستان گناباد  | چرک‌آباد         | ۱۲۰۰           | ۴۵             | ۳۰           | ۲۸                  | ۲۰                  |
| چشمه تک علی    | بخش کاخک شهرستان گناباد  | چشمه تک صفرعلی  | ۱۰۰            | ۳              | ۲            | ۱                   | ۱                   |
| چشمه خدر       | بخش مرکزی شهرستان گناباد | بیلند           | ۰              | ۰              | ۰            | ۰                   | ۱                   |
| چشمه سفید      | بخش کاخک شهرستان گناباد  | چشمه سفید       | ۶۰۰            | ۲۰             | ۱۸           | ۸                   | ۵                   |
| چشمه شورک      | بخش کاخک شهرستان گناباد  | چشمه شورک       | ۲۰۰            | ۷              | ۳            | ۱                   | ۱                   |
| چشمه مشتاقی    | بخش کاخک شهرستان گناباد  | شیراز‌آباد       | ۴۰             | ۱              | ۱            | ۱                   | ۲                   |
| چشمه چراچ      | بخش کاخک شهرستان گناباد  | سقی             | ۷۰             | ۷              | ۸            | ۳                   | ۹                   |
| چشمه گز        | بخش کاخک شهرستان گناباد  | چشمه گز         | ۳۰۰            | ۱۰             | ۲۵           | ۵                   | ۱۵                  |
| چهاردونگ       | بخش کاخک شهرستان گناباد  | چهاردونگ        | ۷۰۰            | ۲۵             | ۳۰           | ۵                   | ۱۲                  |
| چهاردونگ       | بخش کاخک شهرستان گناباد  | چهاردونگ        | ۷۰۰            | ۲۵             | ۳۰           | ۵                   | ۱۵                  |
| چهارززگ        | بخش کاخک شهرستان گناباد  | کاخک            | ۷۵۰            | ۲۸             | ۲۵           | ۱۰                  | ۱۴                  |
| کاریز قوژد     | بخش مرکزی شهرستان گناباد | باغیا و بیلند   | ۲۵۰۰۰          | ۴۰۰            | ۱۱۰          | ۲۵                  | ۶۵                  |
| کبوتر کوه      | بخش کاخک شهرستان گناباد  | کبوتر کوه       | ۸۰۰            | ۲۴             | ۲۸           | ۱۰                  | ۶                   |
| کج‌آباد         | بخش کاخک شهرستان گناباد  | کج‌آباد          | ۱۲۰۰           | ۳۴             | ۳۶           | ۱۸                  | ۳                   |
| کربلا اسماعیل  | بخش کاخک شهرستان گناباد  | کربلای اسماعیل  | ۵۵۰            | ۱۸             | ۲۸           | ۸                   | ۴                   |
| کربلائی مختار  | بخش کاخک شهرستان گناباد  | کلات            | ۲۰۰            | ۱۰             | ۸            | ۲                   | ۴                   |
| کربلا’ی عباس   | بخش کاخک شهرستان گناباد  | کلات            | ۱۵۰            | ۱۰             | ۸            | ۲                   | ۴                   |
| کرماشو         | بخش کاخک شهرستان گناباد  | روچی            | ۲۰۰            | ۷              | ۹            | ۱                   | ۱                   |
| کرم‌آباد        | بخش کاخک شهرستان گناباد  | خانیک           | ۵۰۰            | ۱۵             | ۱۷           | ۸                   | ۲                   |
| کسک            | بخش کاخک شهرستان گناباد  | کسک             | ۲۰۰            | ۱۰             | ۹            | ۲۲                  | ۹                   |
| کلات           | بخش کاخک شهرستان گناباد  | کلات            | ۱۰۰۰۰          | ۲۵۰            | ۲۰           | ۷۰                  | ۲۰۰                 |
| کلاته آخوند    | بخش کاخک شهرستان گناباد  | بیهود           | ۱۵۰۰           | ۴۰             | ۳۵           | ۷                   | ۱۵                  |
| کلاته آهنی     | بخش کاخک شهرستان گناباد  | استاد           | ۶۰۰            | ۲۰             | ۱۷           | ۱۲                  | ۸                   |
| کلاته ابراهیم  | بخش کاخک شهرستان گناباد  | کلاته ابراهیم   | ۵۵۰            | ۱۶             | ۱۵           | ۲۰                  | ۱۵                  |
| کلاته اتابک    | بخش مرکزی شهرستان گناباد | بیلند           | ۲۰۰            | ۷              | ۱۸           | ۴                   | ۱۱                  |
| کلاته النگی    | بخش کاخک شهرستان گناباد  | بیهود           | ۳۰۰            | ۱۰             | ۹            | ۳                   | ۷                   |
| کلاته بالا     | بخش کاخک شهرستان گناباد  | استاد           | ۵۰۰            | ۱۸             | ۲۲           | ۲۵                  | ۷                   |
| کلاته بالا     | بخش کاخک شهرستان گناباد  | خوشمنزل         | ۵۰۰            | ۲۰             | ۱۵           | ۳                   | ۱۰                  |
| کلاته بالا     | بخش کاخک شهرستان گناباد  | سقی             | ۱۰۰            | ۱۰             | ۸            | ۳                   | ۹                   |
| کلاته بغوری    | بخش کاخک شهرستان گناباد  | درصوفه          | ۵۰             | ۳              | ۵            | ۳                   | ۱۰                  |
| کلاته بید      | بخش کاخک شهرستان گناباد  | بیهود           | ۱۵۰            | ۵              | ۳            | ۲                   | ۲                   |
| کلاته تنگل     | بخش کاخک شهرستان گناباد  | بیهود           | ۲۰۰            | ۷              | ۷            | ۳                   | ۹                   |
| کلاته حاج حسن  | بخش کاخک شهرستان گناباد  | زیرجان          | ۴۰             | ۲              | ۲            | ۱                   | ۱                   |
| کلاته حاجی     | بخش کاخک شهرستان گناباد  | بیهود           | ۴۰۰            | ۱۲             | ۹            | ۳                   | ۸                   |
| کلاته حسین     | بخش کاخک شهرستان گناباد  | زیرجان          | ۱۰۰            | ۳              | ۳            | ۵                   | ۱۲                  |
| کلاته حسینزاده | بخش مرکزی شهرستان گناباد | باغیا و بیلند   | ۲۰۰            | ۵              | ۶            | ۱                   | ۱                   |
| کلاته حمزه     | بخش کاخک شهرستان گناباد  | زیبد            | ۴۰۰            | ۱۵             | ۱۶           | ۵                   | ۱۲                  |
| کلاته خرمها    | بخش کاخک شهرستان گناباد  | کلاته خرمها     | ۴۰۰            | ۱۵             | ۲۲           | ۱۳                  | ۸                   |
| کلاته دستوری   | بخش مرکزی شهرستان گناباد | باغیا و بیلند   | ۲۵۰            | ۵              | ۷            | ۱                   | ۲                   |
| کلاته دهنه     | بخش کاخک شهرستان گناباد  | استاد           | ۳۵۰            | ۱۲             | ۶            | ۵                   | ۲                   |
| کلاته رجبعلی   | بخش کاخک شهرستان گناباد  | استاد           | ۵۰۰            | ۱۱             | ۱۲           | ۳                   | ۱۰                  |
| کلاته روحانی   | بخش مرکزی شهرستان گناباد | بیلند           | ۳۰۰            | ۱۲             | ۹            | ۵                   | ۱۵                  |
| کلاته سرهنگی   | بخش مرکزی شهرستان گناباد | بیلند           | ۴۰۰            | ۲۵             | ۶            | ۱۰                  | ۲۲                  |
| کلاته سمعلی    | بخش مرکزی شهرستان گناباد | بیمرغ           | ۶۰۰            | ۲۰             | ۳۰           | ۱۰                  | ۲۰                  |
| کلاته سیاه     | بخش کاخک شهرستان گناباد  | استاد           | ۴۰۰            | ۱۵             | ۲۳           | ۱۰                  | ۶                   |
| کلاته سید علی  | بخش کاخک شهرستان گناباد  | کلاته سید علی   | ۵۰۰            | ۱۷             | ۱۲           | ۳                   | ۶                   |
| کلاته سید مراد | بخش مرکزی شهرستان گناباد | گناباد          | ۳۰۰۰           | ۷۰             | ۱۸           | ۲                   | ۱                   |
| کلاته سیر      | بخش کاخک شهرستان گناباد  | کلات            | ۷۰۰            | ۲۵             | ۱۰           | ۵                   | ۱۵                  |
| کلاته سیف      | بخش کاخک شهرستان گناباد  | زیرجان          | ۵۰۰            | ۱۵             | ۵            | ۱۰                  | ۳۵                  |
| کلاته شمس      | بخش کاخک شهرستان گناباد  | کلاته شمس       | ۱۰۰۰           | ۴۰             | ۴۰           | ۲۵                  | ۹                   |
| کلاته شور      | بخش کاخک شهرستان گناباد  | خاتومه          | ۱۰             | ۱              | ۱            | ۱                   | ۲                   |
| کلاته شور      | بخش کاخک شهرستان گناباد  | شهاب            | ۳۰             | ۲              | ۲            | ۱                   | ۱                   |
| کلاته شور      | بخش کاخک شهرستان گناباد  | کلاته شور       | ۱۰۰۰           | ۳۳             | ۲۲           | ۸                   | ۶                   |
| کلاته شور      | بخش کاخک شهرستان گناباد  | استاد           | ۸۰             | ۱۰             | ۱۰           | ۱                   | ۲                   |
| کلاته شور      | بخش کاخک شهرستان گناباد  | محمدآباد        | ۳۰۰            | ۱۰             | ۵            | ۱                   | ۱                   |
| کلاته شور      | بخش کاخک شهرستان گناباد  | استاد           | ۷۵۰            | ۲۶             | ۱۸           | ۱۲                  | ۲                   |
| کلاته شیخ      | بخش کاخک شهرستان گناباد  | بیهود           | ۱۵۰            | ۵              | ۳            | ۳                   | ۴                   |
| کلاته شیخ      | بخش کاخک شهرستان گناباد  | کلاته شیخ       | ۵۰             | ۲              | ۴            | ۳                   | ۴                   |
| کلاته شیخی     | بخش کاخک شهرستان گناباد  | کلاته شیخی      | ۱۲۰۰           | ۴۰             | ۳۵           | ۲۵                  | ۱۴                  |
| کلاته ضوبیمی   | بخش کاخک شهرستان گناباد  | زیرجان          | ۵۰۰            | ۱۷             | ۸            | ۳                   | ۶                   |
| کلاته ضیائیها  | بخش کاخک شهرستان گناباد  | کلات            | ۲۰۰            | ۱۲             | ۶            | ۱                   | ۲                   |
| کلاته عابدی    | بخش مرکزی شهرستان گناباد | کلاته عابدی     | ۴۰۰۰           | ۱۰۰            | ۱۵           | ۴                   | ۶                   |
| کلاته عامر     | بخش کاخک شهرستان گناباد  | کلاته عامر      | ۴۰۰            | ۱۴             | ۱۲           | ۱۰                  | ۷                   |
| کلاته عباس     | بخش مرکزی شهرستان گناباد | بیلند           | ۱۰۰۰           | ۳۰             | ۳۰           | ۱۵                  | ۳۵                  |
| کلاته عبدل     | بخش کاخک شهرستان گناباد  | استاد           | ۳۰۰            | ۱۰             | ۱۲           | ۷                   | ۴                   |
| کلاته عزیز     | بخش کاخک شهرستان گناباد  | زیبد            | ۷۰۰            | ۲۰             | ۱۵           | ۲۰                  | ۶۰                  |
| کلاته علیرضا   | بخش کاخک شهرستان گناباد  | سارنگ علیا      | ۲۵۰            | ۱۲             | ۹            | ۸                   | ۵                   |
| کلاته قاسم     | بخش کاخک شهرستان گناباد  | کلاته قاسم      | ۱۵۰            | ۵              | ۶            | ۱                   | ۱                   |
| کلاته قربان    | بخش کاخک شهرستان گناباد  | کلاته قربان     | ۵۰۰            | ۱۵             | ۱۵           | ۱                   | ۲                   |
| کلاته محمد     | بخش کاخک شهرستان گناباد  | استاد           | ۵۰۰            | ۱۸             | ۲۲           | ۱۰                  | ۴                   |
| کلاته محمودی   | بخش کاخک شهرستان گناباد  | کلاته محمودی    | ۱۰۰            | ۷              | ۱۰           | ۳                   | ۱۰                  |
| کلاته مزار     | بخش کاخک شهرستان گناباد  | استاد           | ۱۰۰۰           | ۳۰             | ۳۰           | ۱۳                  | ۹                   |
| کلاته مزاریا   | بخش کاخک شهرستان گناباد  | تشک             | ۱۰۰            | ۳              | ۹            | ۳                   | ۲                   |
| کلاته ملا      | بخش کاخک شهرستان گناباد  | کلاته ملا       | ۱۱۰۰           | ۴۰             | ۴۰           | ۲۵                  | ۲۰                  |
| کلاته ملا      | بخش کاخک شهرستان گناباد  | زیرجان          | ۳۰۰            | ۱۰             | ۵            | ۶                   | ۱۸                  |
| کلاته ملاحسن   | بخش کاخک شهرستان گناباد  | کلاته ملاحسن    | ۷۰۰            | ۲۵             | ۲۲           | ۳۰                  | ۱۸                  |
| کلاته میان     | بخش کاخک شهرستان گناباد  | استاد           | ۶۰۰            | ۲۰             | ۲۰           | ۲۰                  | ۱۰                  |
| کلاته میرزا    | بخش کاخک شهرستان گناباد  | استاد           | ۳۰۰            | ۱۰             | ۱۵           | ۱۵                  | ۷                   |
| کلاته نایب     | بخش کاخک شهرستان گناباد  | سقی             | ۱۵۰            | ۱۰             | ۵            | ۱                   | ۲                   |
| کلاته نو       | بخش کاخک شهرستان گناباد  | کلاته نو        | ۶۴۰            | ۲۲             | ۲۱           | ۱۲                  | ۱۵                  |
| کلاته نو       | بخش مرکزی شهرستان گناباد | کلاته نو        | ۳۰۰            | ۱۵             | ۱۲           | ۲۰                  | ۵۰                  |
| کلاته نو       | بخش کاخک شهرستان گناباد  | سقی             | ۴۰۰            | ۱۵             | ۳۰           | ۳                   | ۱۰                  |
| کلاته ولی      | بخش کاخک شهرستان گناباد  | هراوغ           | ۷۰۰            | ۲۲             | ۱۰           | ۳                   | ۷                   |
| کلاته ولی      | بخش کاخک شهرستان گناباد  | کلاته ولی       | ۵۰۰            | ۱۵             | ۱۸           | ۱۵                  | ۱۲                  |
| کلاته چمنی     | بخش کاخک شهرستان گناباد  | کلاته چمنی      | ۴۵۰            | ۱۵             | ۲۵           | ۱۵                  | ۱۰                  |
| کلاته چهاراسد  | بخش مرکزی شهرستان گناباد | بیلند           | ۱۵۰۰           | ۴۰             | ۸            | ۱۰                  | ۲۵                  |
| کلاته کلوخ     | بخش مرکزی شهرستان گناباد | بیلند           | ۳۰۰            | ۱۵             | ۵            | ۱                   | ۲                   |
| کلاغ کوه       | بخش مرکزی شهرستان گناباد | بیلند           | ۴۰             | ۲              | ۵            | ۶                   | ۱۵                  |
| کلند سفلی      | بخش کاخک شهرستان گناباد  | کبوترکوه        | ۴۰۰            | ۳۵             | ۵            | ۷                   | ۸                   |
| کم سرخ         | بخش کاخک شهرستان گناباد  | بیهود           | ۱۵۰۰           | ۴۰             | ۲۵           | ۳                   | ۶                   |
| کم چنار        | بخش کاخک شهرستان گناباد  | کم چنار         | ۱۰۰۰           | ۴۰             | ۱۵           | ۱۰                  | ۳۰                  |
| کمالی          | بخش مرکزی شهرستان گناباد | قوژد            | ۳۱۰۰           | ۶۰             | ۱۵۰          | ۲۵                  | ۶۰                  |
| کندل سفلی      | بخش کاخک شهرستان گناباد  | کندل سفلی       | ۴۰۰            | ۱۵             | ۱۸           | ۸                   | ۱                   |
| کندل علیا      | بخش کاخک شهرستان گناباد  | کندل علیا       | ۴۵۰            | ۱۵             | ۲۰           | ۸                   | ۲                   |
| کندل وسطی      | بخش کاخک شهرستان گناباد  | کندل وسطی       | ۶۰۰            | ۲۲             | ۲۳           | ۱۰                  | ۲                   |
| کوثر           | بخش مرکزی شهرستان گناباد | بیدخت           | ۸۰۰۰           | ۲۰۰            | ۱۰۰          | ۸                   | ۳۰                  |
| کودو           | بخش کاخک شهرستان گناباد  | استاد           | ۲۵۰            | ۸              | ۵            | ۱۰                  | ۶                   |
| کوشک           | بخش کاخک شهرستان گناباد  | کوشک            | ۹۰۰            | ۳۰             | ۳۲           | ۶                   | ۹                   |
| کوه قلعه       | بخش کاخک شهرستان گناباد  | کوه قلعه        | ۹۰۰            | ۳۰             | ۳۵           | ۱۰                  | ۱۲                  |
| کوک            | بخش کاخک شهرستان گناباد  | سرآسیاب         | ۱۰۰            | ۳              | ۷            | ۳                   | ۴                   |
| کیزاب          | بخش کاخک شهرستان گناباد  | سرآسیاب         | ۰              | ۰              | ۰            | ۱۰                  | ۱۸                  |
| گاورو          | بخش کاخک شهرستان گناباد  | موسیرز          | ۳۰۰            | ۱۰             | ۶            | ۲                   | ۶                   |
| گدارسلام       | بخش کاخک شهرستان گناباد  | زیرجان          | ۵۰۰            | ۲۰             | ۱۸           | ۶                   | ۲۰                  |
| گزیود          | بخش کاخک شهرستان گناباد  | نوده میرمحراب   | ۱۵۰۰           | ۴۲             | ۲۰           | ۱۰                  | ۲۵                  |
| گل آقا پائین   | بخش کاخک شهرستان گناباد  | استاد           | ۴۵۰            | ۱۶             | ۱۸           | ۱۰                  | ۴                   |
| گلشن‌آباد       | بخش کاخک شهرستان گناباد  | گلشن‌آباد        | ۶۰۰            | ۲۰             | ۱۲           | ۵                   | ۴                   |
| گلیزو          | بخش کاخک شهرستان گناباد  | گلیزو           | ۳۵۰            | ۱۲             | ۱۲           | ۸                   | ۳                   |
| گل‌آباد         | بخش کاخک شهرستان گناباد  | گل‌آباد          | ۸۰۰            | ۲۵             | ۳۵           | ۲۵                  | ۱۰                  |
| گنبتوک         | بخش کاخک شهرستان گناباد  | گنبتوک          | ۱۵۰۰           | ۴۵             | ۲۰           | ۶                   | ۲۰                  |
| گوهردشت        | بخش کاخک شهرستان گناباد  | گوهردشت         | ۵۰             | ۲              | ۵            | ۲۰                  | ۷۰                  |
| گیلو           | بخش کاخک شهرستان گناباد  | ایدو            | ۶۰۰            | ۳۱             | ۲۰           | ۲۲                  | ۵                   |